# Hjärta av sten
Hjärta av sten är en svensk action- och thrillerfilm från 2000 i regi av Martin Munthe. Filmen var hans långfilmsdebut som regissör och i rollerna ses bland andra Allan Svensson, Brasse Brännström och Ija Jakerson.

## Om filmen
Inspelningen ägde rum med Pär M. Ekberg som fotograf och Anneli Engström som producent efter ett manus av Engström och Munthe. Filmen klipptes av Thomas Holéwa och premiärvisades den 24 november 2000 på biograferna Rigoletto i Stockholm och Filmstaden i Göteborg.
Filmen totalsågades av kritikerna och många ställde sig frågan hur filmen kunnat få ekonomiskt stöd av Svenska Filminstitutet.

## Rollista
- Allan Svensson – Ronny
- Brasse Brännström	– Molander
- Ija Jakerson – Viktor
- Therese Grankvist	– Josefin
- Vladimir Dikanski	– Durov
- Gouram Avetian – Papaleksi
- Michael Nyqvist – Lev
- Anna Pannone	– Charlotte
- Inga Lüning – tanten
- Robert Jelinek – joggaren
- Mike Beck	– porrfilmsregissör
- Jonas Jansson